# 妮古拉·奥格罗德尼科娃
妮古拉·奥格罗德尼科娃（1990年8月18日—），捷克女子田径运动员，2018年欧洲田径锦标赛女子标枪银牌得主、2023年欧洲运动会女子标枪银牌得主、2024年夏季奥林匹克运动会女子标枪铜牌得主。